# ایستگاه کاندا
ایستگاه کاندا (انگلیسی: Kanda Station) یک ایستگاه قطار است که در چیودا-کو، توکیو در ژاپن واقع شده‌است.